# Involutina
Involutina, en ocasiones erróneamente denominado Arinvolutoum, es un género de foraminífero bentónico de la subfamilia Involutininae, de la familia Involutinidae, del suborden Involutinina y del orden Involutinida. Su especie tipo es Involutina jonesi. Su rango cronoestratigráfico abarca desde el Noriense (Triásico superior) hasta el Cenomaniense (Cretácico superior).

## Clasificación
Se han descrito numerosas especies de Involutina. Entre las especies más interesantes o más conocidas destacan:
- Involutina gaschei †
- Involutina jonesi †
- Involutina sinuosa †

Un listado completo de las especies descritas en el género Involutina puede verse en el siguiente anexo.
En Involutina se ha considerado el siguiente subgénero:
- Involutina (Aulotortus), aceptado como género Aulotortus